# Willy Droemer
Willy Adalbert Friedrich Droemer (* 18. Juli 1911 in Schöneberg bei Berlin; † 3. April 2000 in München) war ein deutscher Verleger. Er zählt zu den Verleger-Pionieren der Nachkriegszeit mit großem Einfluss auf die Lesekultur der deutschen Bevölkerung.

## Leben und Wirken
Willy Droemer wurde 1911 in Schöneberg als Sohn des Buchvertriebsleiters Adalbert Droemer (1878–1939) geboren. Der Vater war 1902 in den auf Geschichtsbücher und Lexika spezialisierten, ursprünglich in Leipzig ansässigen, Berliner Verlag Theodor Knaur eingetreten. Willy Droemer besuchte die Grundschule in Berlin, dann die Oberschule in Schondorf am Ammersee und 1929 die Handelsschule St. Prex in St. Moritz. Anschließend absolvierte er von 1931 bis 1934 in der Hamburger Buchhandlung Glogau und Sauerberg eine Ausbildung zum Sortimentsbuchhändler. Ergänzt wurde diese mit einer Ausbildung zum Verlagsbuchhändler im etwa zeitgleich vom Vater übernommenen Knaur-Verlagshaus von 1934 bis 1937.
Trotz umfangreicher Ausbildung hielt der im 60. Lebensjahr befindliche Vater seinen Sohn 1937 noch nicht für geeignet, die Geschäfte weiterzuführen. Der Generationswechsel vollzog sich umständehalber 1939, nachdem der Vater gestorben war. Über den Zeitpunkt der Einberufung in die Wehrmacht herrscht Unklarheit: 1939, 1940 oder 1941 werden je nach Quelle angegeben. Er war einfacher Soldat bei der Luftnachrichtentruppe.
Nach dem Krieg, 1946, firmierte der Verlag unter der Bezeichnung „Droemersche Verlagsanstalt Th. Knaur Nachf.“. Das Berliner Verlagshaus und die weiträumigen Lager in Leipzig waren jedoch zerstört, sodass der Sitz zunächst nach Schloss Wiesentheid in Unterfranken verlegt wurde, um 1949 in München dauerhaft neu zu beginnen.
Großen Erfolg verzeichneten die „Bildsachbücher“, farbig illustrierte Überblickswerke in hohen Auflagen und zu günstigen Preisen, die in internationaler Kooperation oder Koproduktion erstellt wurden. 1956 eröffnete Droemer in Zürich eine Dependance der Droemerschen Verlagsanstalt. 1963 nahm er auch Taschenbücher in das Programm seines Verlags auf und wandte sich zugleich verstärkt der modernen Weltliteratur zu. Der Dauererfolg (heute würde man „Longseller“ sagen) Knaurs Lexikon von A bis Z überschritt die Sechs-Millionen-Marke und auch Knaurs Jugendlexikon verkaufte sich blendend. Im Bereich Biografien und Memoiren bot er beispielsweise Winston Churchill, Curd Jürgens und Lilli Palmer an, im Segment Belletristik James A. Michener, Vicky Baum und Johannes Mario Simmel. Branchenintern erwarb er sich den Spitznamen „Goldfinger“ und – auf Deutschland bezogen – die Anerkennung als „Erfinder des Bestsellers“.
Im Sommer 1980 zog sich Willy Droemer aus der aktiven Verlagsarbeit zurück, um mehr Zeit für eigene literarische Arbeiten zu haben. Der Verlag wird seither von der Verlagsgruppe Georg von Holtzbrinck GmbH geführt, die schon 1976 eine 46-Prozent-Beteiligung bei Droemer erworben hatte. Mit der Gründung des „Verlagscontor Willy Droemer und Partner“ in Zürich meldete sich Droemer 1984 noch einmal unternehmerisch zurück.
Droemer war mit der Autorin Hertha (geb. Wohlgemuth, * 20. Februar 1923, † 20. April 2016) verheiratet. Aus der Ehe stammt der Sohn Erik. Nach der Scheidung heiratete Hertha Droemer 1974 den Schauspieler Heinz Rühmann.

## Auszeichnungen
- 1971: Bayerischer Verdienstorden
- Ehrennadel des Börsenvereins des Deutschen Buchhandels
- 1976: Großes Bundesverdienstkreuz
- Medaille „München leuchtet – den Freunden Münchens“ in Gold